# Throwing Copper
Throwing Copper es un álbum de 1994 por la banda de Rock alternativo Live. Fue producido por Jerry Harrison de Talking Heads y fue grabado en el Pachyderm Recording Studio. El arte de la cubierta es una pintura del artista escocés Peter Howson titulado Sisters of Mercy (Hermanas de la Misericordia). Hasta la fecha, el álbum ha vendido más de ocho millones de copias en los Estados Unidos.
El cantante principal, Ed Kowalczyk se le preguntó en una entrevista de radio de Australia en 1997, si Michael Stipe de R.E.M. había cantado los coros al final de la canción "Pillar of Davidson." Kowalczyk se rio y respondió, "No, ese solo soy yo tratando muy duro de sonar como Michael Stipe!"

## Lista de canciones
Todas las letras por Ed Kowalczyk, música por Live.
1. "The Dam at Otter Creek" – 4:43
2. "Selling the Drama" – 3:26
3. "I Alone" – 3:50
4. "Iris" – 3:59
5. "Lightning Crashes" – 5:25
6. "Top" – 2:42
7. "All Over You" – 3:59
8. "Shit Towne" – 3:48
9. "T.B.D." – 4:28
10. "Stage" – 3:08
11. "Waitress" – 2:49
12. "Pillar of Davidson" – 6:46
13. "White, Discussion" – 6:08
14. "Horse" (hidden track) – 4:16

## Tomas descartadas y Lados-B
- "Hold Me Up"
- "Susquehanna"
- "We Deal in Dreams" (después lanzado en Awake: The Best of Live)

### Cinta demo
1. "The Dam at Otter Creek" (con vocales suplentes)
2. "We Deal in Dreams" (versión alternativa a la que fue lanzada en Awake)
3. "Iris" (con coros diferentes)
4. "Hold Me Up" (toma descartada inédita)
5. "Susquehanna" (toma descartada inédita)
6. "Shit Towne" (con un final extendido)
7. "Waitress" (con un final alternativo)
8. "Pillar of Davidson"
9. "Top" (con clics de tambor en el arranque)
10. "Stage" (con breve introducción)
11. "All Over You" (con clics de tambor en el arranque; corta en 2:27)

## Posición en las listas

### Álbum
| Año  | Lista                        | Cima |
| ---- | ---------------------------- | ---- |
| 1995 | US Billboard 200             | 1    |
| 1995 | UK Albums Chart              | 7    |
| 1995 | Australian ARIA Albums Chart | 1    |
| 1996 | Australian ARIA Albums Chart | 1    |

### Sencillos
| Sencillo            | Año  | Lista                     | Cima |
| ------------------- | ---- | ------------------------- | ---- |
| "Selling the Drama" | 1994 | The Billboard Hot 100     | 43   |
| "Selling the Drama" | 1994 | Mainstream Rock Tracks    | 4    |
| "Selling the Drama" | 1994 | Modern Rock Tracks        | 1    |
| "Selling the Drama" | 1994 | Top 40 Mainstream         | 34   |
| "Selling the Drama" | 1994 | UK                        | 30   |
| "I Alone"           | 1994 | Mainstream Rock Tracks    | 6    |
| "I Alone"           | 1994 | Modern Rock Tracks        | 6    |
| "I Alone"           | 1994 | Billboard Hot 100 Airplay | 38   |
| "Lightning Crashes" | 1995 | Mainstream Rock Tracks    | 1    |
| "Lightning Crashes" | 1995 | Modern Rock Tracks        | 1    |
| "Lightning Crashes" | 1995 | Top 40 Mainstream         | 6    |
| "Lightning Crashes" | 1995 | Billboard Hot 100 Airplay | 12   |
| "Lightning Crashes" | 1995 | UK                        | 33   |
| "All Over You"      | 1995 | Mainstream Rock Tracks    | 2    |
| "All Over You"      | 1995 | Modern Rock Tracks        | 4    |
| "All Over You"      | 1995 | Billboard Hot 100 Airplay | 33   |
| "All Over You"      | 1995 | UK                        | 48   |
| "White, Discussion" | 1995 | Mainstream Rock Tracks    | 12   |
| "White, Discussion" | 1995 | Modern Rock Tracks        | 15   |
| "White, Discussion" | 1995 | Billboard Hot 100 Airplay | 71   |

| Predecesor: The Lion King (banda sonora) por Varios artistas | Billboard 200 Álbum número uno 6 - 12 de mayo de 1995                                                                          | Sucesor: Friday (soundtrack) por Varios artistas  |
| Predecesor: These Days por Bon Jovi                          | Australia ARIA Albums Chart Álbum número uno de 1999 13 de agosto - 9 de septiembre de 1995 14 de enero - 3 de febrero de 1996 | Sucesor: One Hot Minute por Red Hot Chili Peppers |